# Roháč (časopis)
Roháč byl první slovenskojazyčný satiristický týdeník. Poprvé vyšel 1. dubna 1948 v Československu. Na jeho zrodu a tvorbě se podíleli Viktor Kubal, Klára Jarunková, Milan Vavro, Božena Hajdučíková-Plocháňová, Peter Petiška, Andrej Mišanek, Milan Kenda, Tomáš Janovic, Peter Gossányi. Později také Fedor Vico, Vlado Javorský, František Mráz, Ľubo Radena, Ľubomír Kotrha, Vlado Pavlík, Fero Bojničan V roce 1958 dosáhl jeho náklad na 100 tisíc výtisků týdně.